# Ujuaagajiip Nunaa
Ujuaagajiip Nunaa (dänisch Danmark Ø) ist eine grönländische Insel im Distrikt Ittoqqortoormiit in der Kommuneqarfik Sermersooq.

## Geographie
Ujuaagajiip Nunaa befindet sich im Fjordkomplex des Kangertittivaq (Scoresby Sund). Sie liegt am Eingang des Ujuaagajiip Kangersiva (Fønfjord) südlich von Milne Land (Ilimananngip Nunaa), von dem sie durch den schmalen Sund Ujuaagajiip Nunaala Tunuala Aqqulaa (Rensund) getrennt ist. Sie ist in Nord-Süd-Richtung 13,3 km lang und in Ost-West-Richtung bis zu 12,4 km breit. Sie hat eine Fläche von etwa 82,2 km². Im Norden wird Ujuaagajiip Nunaa durch einen langen namenlosen Fjord in zwei Teile geteilt. Sie ist im Westen und Nordwesten am Nord- und Südufer des Fjord über 300 m hoch. Von hier fällt das Land nach Südosten ab, wo nur noch Höhen bis zu 60 m erreicht werden. Auf der Insel befinden sich mehrere Seen, von denen Langesø und Ferskesø benannt sind. Im südlichen Teil der Insel befindet sich das Tal Elvdalen und südlich davon der Hügel Blåbærhøj.

## Geschichte
Im Süden der Insel befindet sich der Naturhafen Hekla Havn, wo die von Carl Ryder geleitete Ostgrönlandexpedition mit dem Schoner Hekla vom 23. August 1891 bis zum 8. August 1892 ihre Ausgangsbasis zur Erforschung des ausgedehnten Fjordsystems des Kangertittivaq hatte. Ryder benannte dabei auch die Insel nach seinem Heimatland Danmarks Ø. Die Expedition fand auf der Insel die Reste von Winterhäusern sowie Gräber und zahlreiche Artefakte, die zeigen, dass die Küste des Scoresbysunds noch relativ kurz zuvor von Inuit bewohnt worden war. Der heute offizielle ostgrönländische Name Ujuaagajiip Nunaa („Ujuaagajiks Land“) bezieht sich auf Johan Petersen, dessen ostgrönländischer Spitzname Ujuaagajik („kleiner Johan“) war.